# 馬特奧·里沃爾塔
馬特奧·里沃爾塔（義大利語：Matteo Rivolta；1991年11月16日—）是一位意大利游泳運動員。他在2012年歐洲游泳錦標賽上獲得100米蝶泳的金牌。他也代表意大利參加奧運會等賽事。